# 애견부인
"애견부인"은 1990년에 개봉한 대한민국의 영화이다.

## 캐스팅
- 박양희
- 하재영
- 임형준
- 송수진
- 박영선
- 최삼
- 박철민
- 최인수
- 김귀례
- 홍세환
- 고강일
- 이원형